# Cazurra
Cazurra település Spanyolországban,  Zamora tartományban. Cazurra Peleas de Abajo, Morales del Vino és Casaseca de las Chanas községekkel határos. Lakosainak száma 74 fő (2024).

## Népesség
A település népessége az utóbbi években az alábbiak szerint változott:
| Lakosok száma | 96   | 90   | 79   | 81   | 82   | 94   | 82   | 79   | 70   | 74   |
|               | 2001 | 2004 | 2007 | 2009 | 2012 | 2014 | 2017 | 2019 | 2022 | 2024 |